# Heterogorgia polyklados
Heterogorgia polyklados är en korallart som först beskrevs av Germanos 1896.  Heterogorgia polyklados ingår i släktet Heterogorgia och familjen Plexauridae. Inga underarter finns listade i Catalogue of Life.